# Knema furfuracea
Espèce
Synonymes
- Knema pierrei Warb.[2]
- Myristica furfuracea Hook. f. & Thomson[2]

Statut de conservation UICN

 LC  : Préoccupation mineure
Knema furfuracea est une espèce de plantes du genre Knema, arbre de la famille des Myristicaceae.

## Synonymes
Cette espèce a pour synonymes :
- Knema pierrei Warb.[2]
- Myristica furfuracea Hook. f. & Thomson[2]